# 帯谷宗七

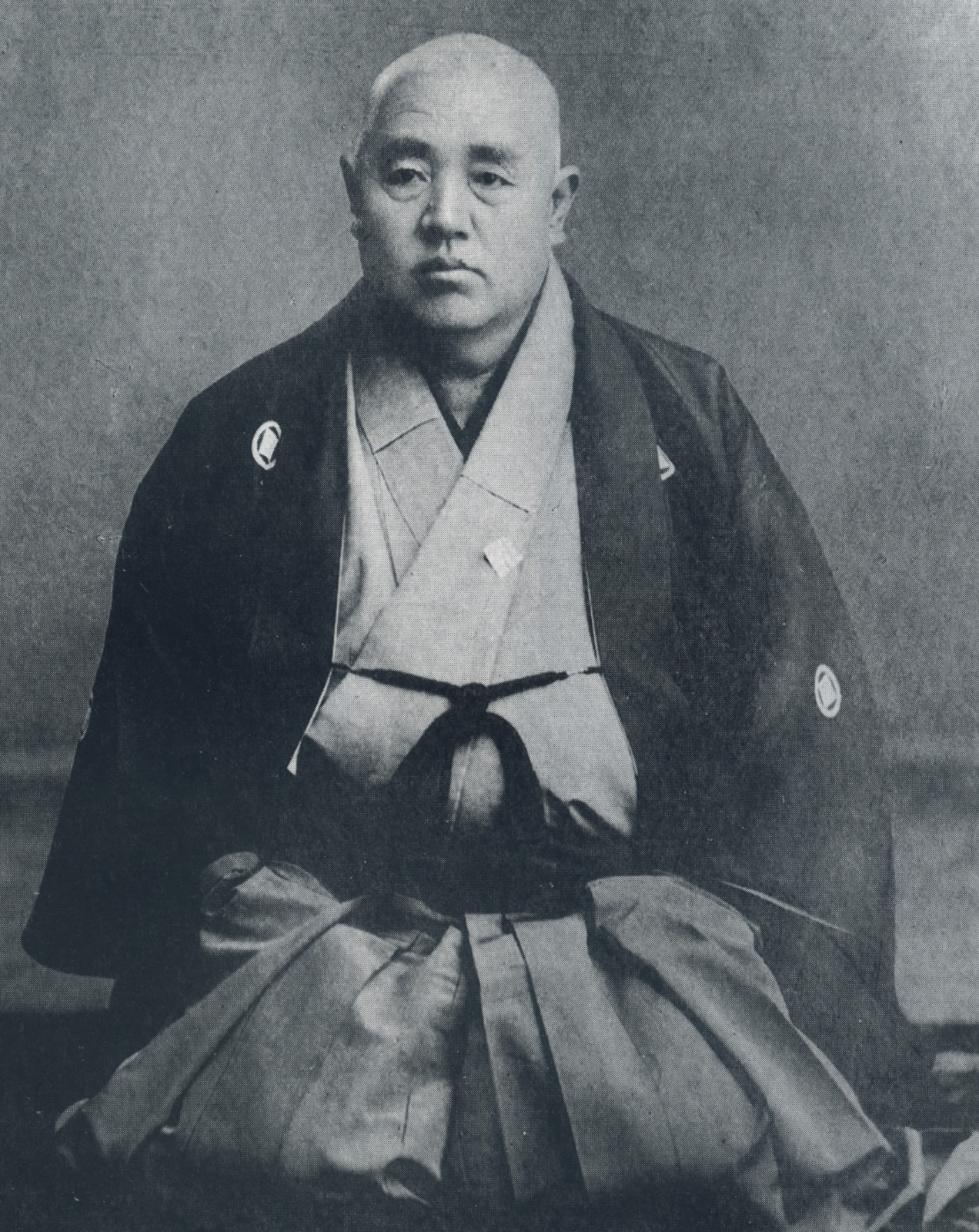
帯谷宗七肖像

帯谷 宗七（おびや そうしち、1847年8月23日 － 1913年1月14日）は日本の実業家である。

## 略歴
長崎市榎津町にて生まれる。幼名は百松。七歳頃より能楽の稽古を始め、諏訪神社の能舞台にも度々出演していた。後の安政4年9月、諏訪神社火災で全焼した諏訪社能舞台の再建の発起人の一人に擬せられる。
明治5年頃に現在の弁護士の前身である代言人となった。明治7年（1874年）2月21日、深堀士族が浦五島町の深堀旧邸に集合し密議を凝らしているとの情報から、江藤新平隠匿の疑いで四十余名が逮捕・裁判所に送られた際、代言人として法廷に立ち、弁護に努め深堀士族は無罪となった。
明治10年に宗七と改名する。
明治16年頃より海運業に乗り出し、帯谷海運を経営。
また、明治23年に長崎県長崎市新大工町に「舞鶴座」を設立。瓊浦劇場株式会社の社長として舞鶴座を経営。 その舞鶴座誕生を祝って詠んだと思われる和歌がある。「常磐なる　松の梢の　巣を出でて　千代を寿ぐ　雛鶴の声」宗七上。明治24年に大阪の中村雁治郎一座が片岡市蔵と来演し、長崎には珍しい大歌舞伎なので好評を博した。